# Экюра (Шаранта)
Экюра́ (фр. Écuras) — коммуна во Франции, находится в регионе Пуату — Шаранта. Департамент — Шаранта. Входит в состав кантона Монброн. Округ коммуны — Ангулем.
Код INSEE коммуны — 16124.
Коммуна расположена приблизительно в 380 км к югу от Парижа, в 105 км южнее Пуатье, в 32 км к востоку от Ангулема.

## Население
Население коммуны на 2008 год составляло 638 человек.
| 1962 | 1968 | 1975 | 1982 | 1990 | 1999 | 2008 |
| ---- | ---- | ---- | ---- | ---- | ---- | ---- |
| 838  | 776  | 686  | 634  | 628  | 557  | 638  |

## Экономика
В 2007 году среди 390 человек в трудоспособном возрасте (15—64 лет) 226 были экономически активными, 164 — неактивными (показатель активности — 57,9 %, в 1999 году было 66,6 %). Из 226 активных работали 187 человек (109 мужчин и 78 женщин), безработных было 39 (19 мужчин и 20 женщин). Среди 164 неактивных 20 человек были учениками или студентами, 86 — пенсионерами, 58 были неактивными по другим причинам.

## Фотогалерея

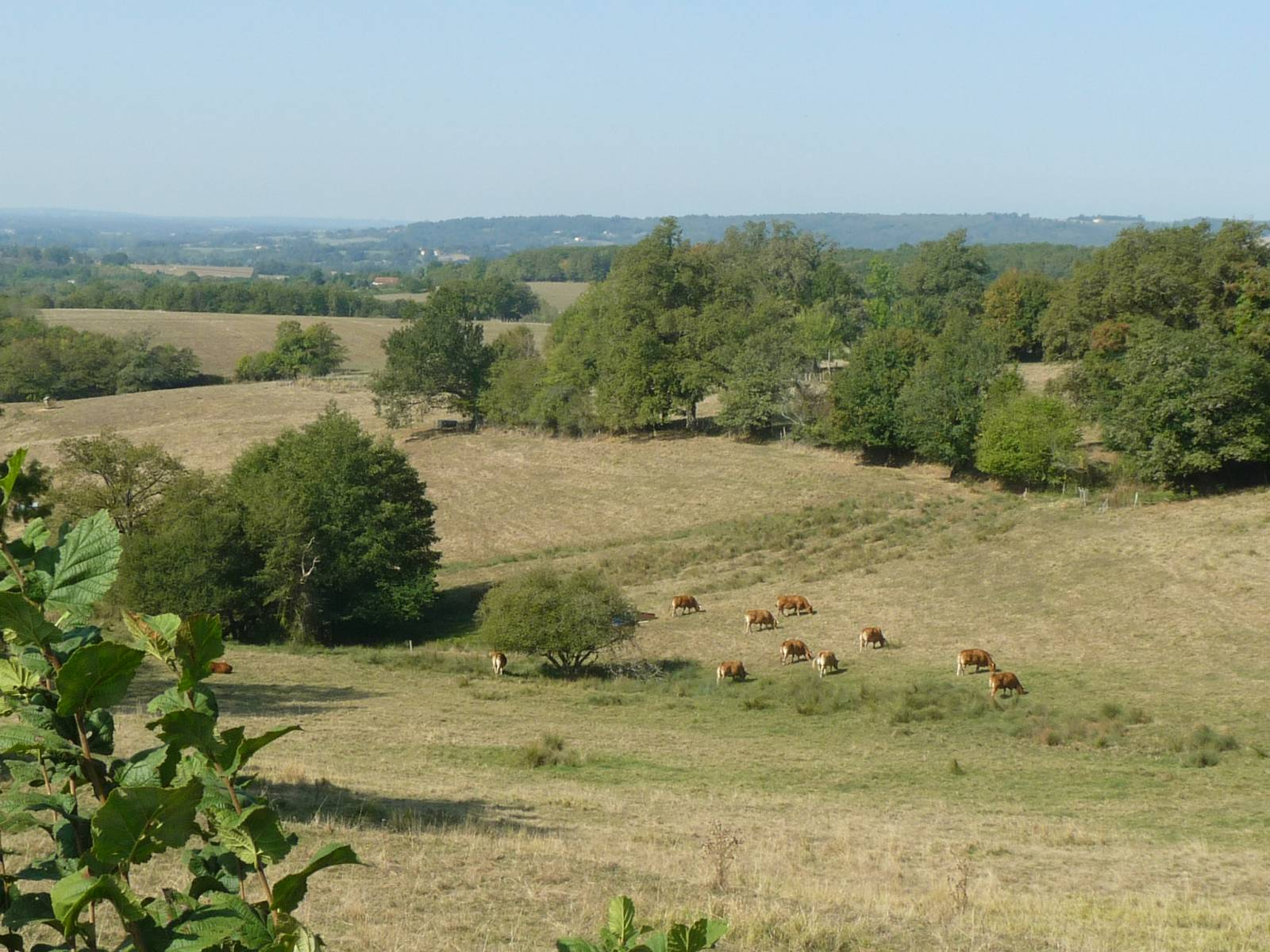
Экюра
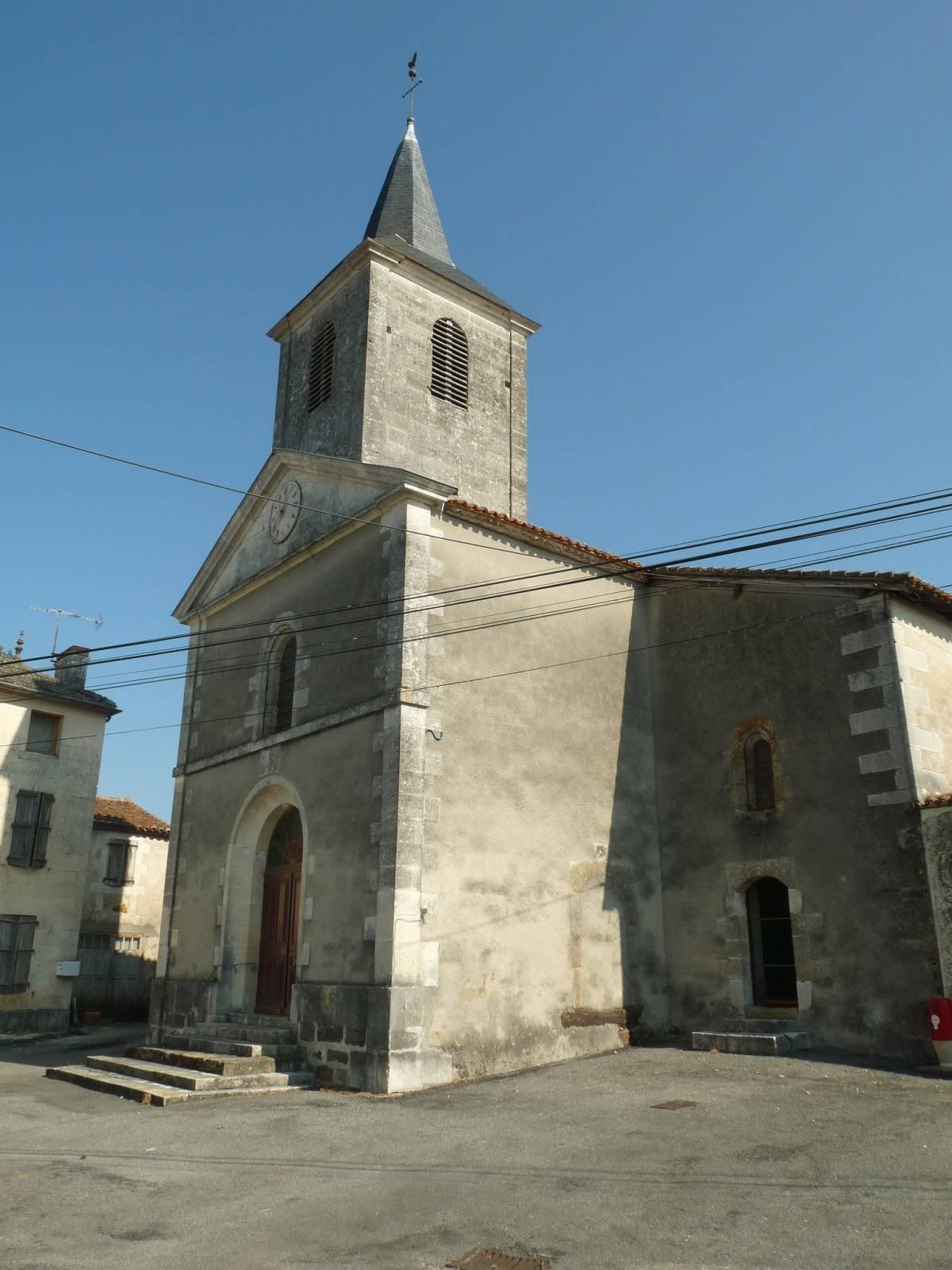
Церковь
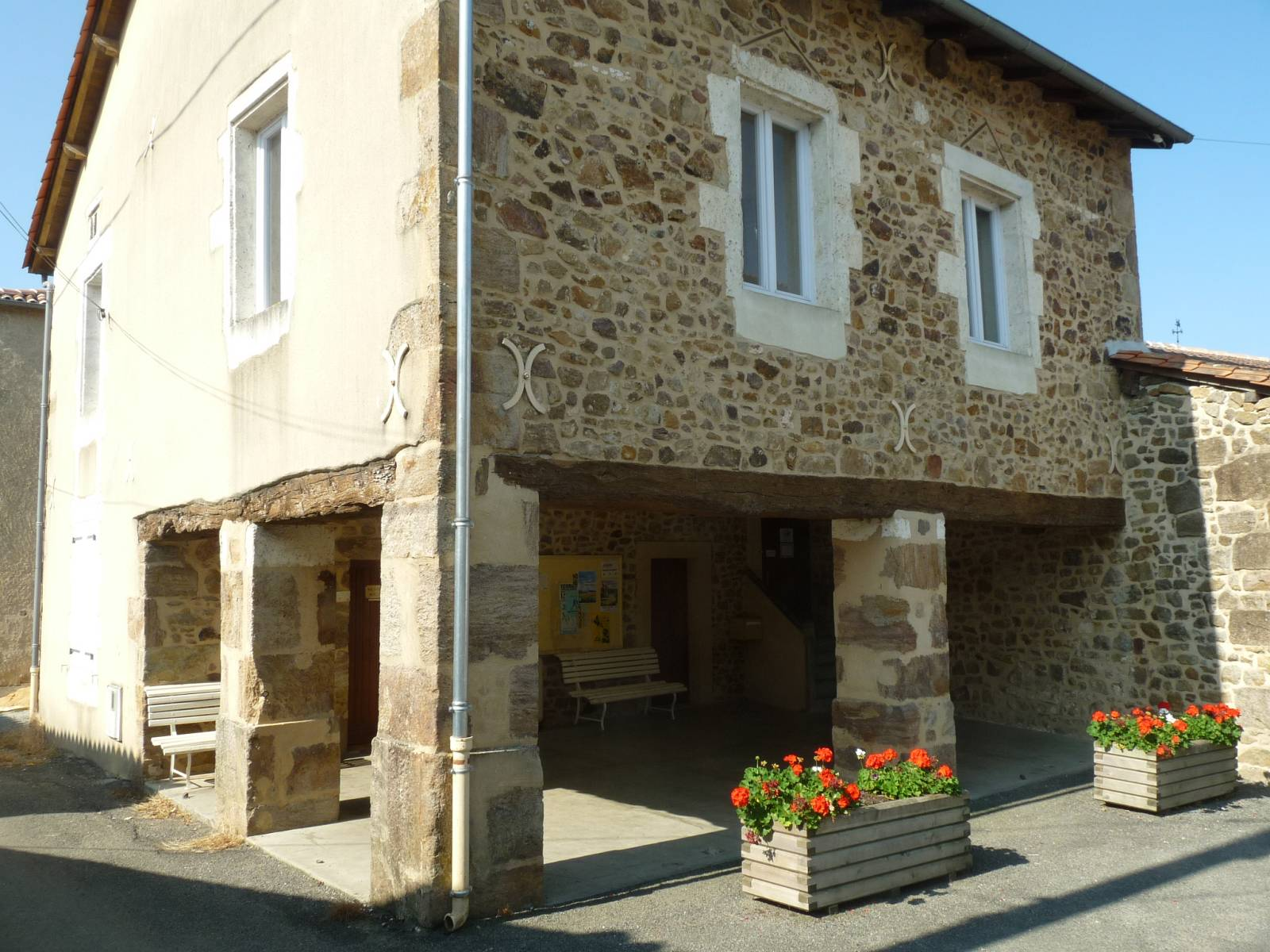
Библиотека